# نایدرتالهیم
نایدرتالهیم (به آلمانی: Niederthalheim) یک منطقهٔ مسکونی در اتریش است که در ناحیه وکلابروک واقع شده‌است. نایدرتالهیم ۱۶ کیلومتر مربع مساحت دارد ۴۳۱ متر بالاتر از سطح دریا واقع شده‌است.